# Sentier de grande randonnée de pays de la Déodatie
Le sentier de grande randonnée de pays de la Déodatie ou GRP de la Déodatie est un itinéraire pédestre du Massif vosgien. Tracé en deux boucles, tel le chiffre "8", son parcours s’articule autour de Saint-Dié-des-Vosges qui constitue dès lors le point de tangence des deux circuits, nord  et sud.
Son tracé demeure en zone de moyenne montagne et son itinéraire traverse le Parc naturel régional des Ballons des Vosges.
Il est réputé de difficulté moyenne et s’effectuant en 40 heures de marche durant une période d’environ 15 à 20 jours requis, selon la nature sportive ou touristique du périple, en vue de couvrir entièrement son parcours de 212 km (boucles nord et sud cumulées).

## Histoire
La Déodatie désigne localement la partie orientale du département des Vosges historiquement sous l’attractivité économique, administrative et culturelle de la ville de Saint-Dié-des-Vosges réputée fondée par Déodat en 669.
La Déodatie se confondant ainsi approximativement avec l’actuel arrondissement de Saint-Dié-des-Vosges, son sentier de grande randonnée de pays (GRP) demeure pour l'essentiel de son parcours tracé dans les limites du département des Vosges, en l’occurrence dans la partie orientale de celui-ci. Il traverse toutefois le territoire de communes meurthe-et-mosellanes de la rive droite de la Plaine appartenant au demeurant à la communauté d'agglomération de Saint-Dié-des-Vosges.
Le GRP de la Déodatie est créé comme tel au milieu des années 2010. La réalisation de ce sentier résulte à la fois d’une décision politique prise en 2013 par les communes concernées par son itinéraire et d’un financement européen "Liaison entre actions de développement de l'économie rurale (LEADER)" entrant dans le cadre du Pôle d'équilibre territorial et rural (PETR) du Pays de la Déodatie.
En vue de conforter et pérenniser l'existence de ce type de tourisme itinérant, la structuration d’un réseau d’acteurs autour des GRP est également cofinancée par l’Union européenne. Ce subventionnement s'opère dans le cadre du Programme opérationnel FEDER-FSE Lorraine et Massif des Vosges 2014-2020. Le projet bénéficie en outre du financement des actions de développement durable dévolu aux contrats de transition écologique (CTE).
Le sentier a fait l’objet d’un classement GRP par la Fédération française de randonnée pédestre (FFRandonnée) concrétisé par la publication, en décembre 2014, d’un topo-guide dont l’intitulé met en exergue "la ligne bleue des Vosges", qualification habituelle de la ligne de crête des ballons vosgiens. Cette expression est extraite du testament de Jules Ferry, déodatien de naissance et fortement attaché au massif vosgien alors écartelé en 1871 par une frontière étatique qu’il espérait temporaire :
« Je désire reposer ... en face de cette ligne bleue des Vosges, d'où monte jusqu'à mon cœur fidèle la plainte des vaincus. »
Le topo-guide a été réédité en mai 2022 pour actualisation. Par ailleurs s'est développée sur le parcours une offre commerciale de transports de bagages de gîte à gîte qui renforce l'attractivité touristique de ce sentier.

## Description
Le sentier emprunte des chemins balisés notamment entretenus par les sections locales du Club vosgien et de la FFRandonnée. Son parcours se décompose en deux circuits en boucle respectivement nord et sud qui se rejoignent à Saint-Dié-des-Vosges. Son tracé s’inscrit dans le pays de Déodatie constituant, sur un socle de grès rose et autour de la vallée de la Meurthe, le versant lorrain des Vosges centrales. Les nombreux promontoires rocheux qui jalonnent le tracé portent souvent les stigmates des âpres combats qui s'y déroulèrent durant la Première Guerre mondiale pour la possession des points culminants d'observation propres à diriger l'artillerie.
La boucle nord au départ de Saint-Dié conduit le randonneur jusqu'aux pentes du Donon tandis que le circuit sud, toujours au départ de la ville de Saint-Dié, l'amène quant à lui vers les rives des lacs morainiques de Gérardmer et de Longemer, au pied de massifs granitiques plus élevés.
La longueur cumulée des deux sentiers est de 315 km.

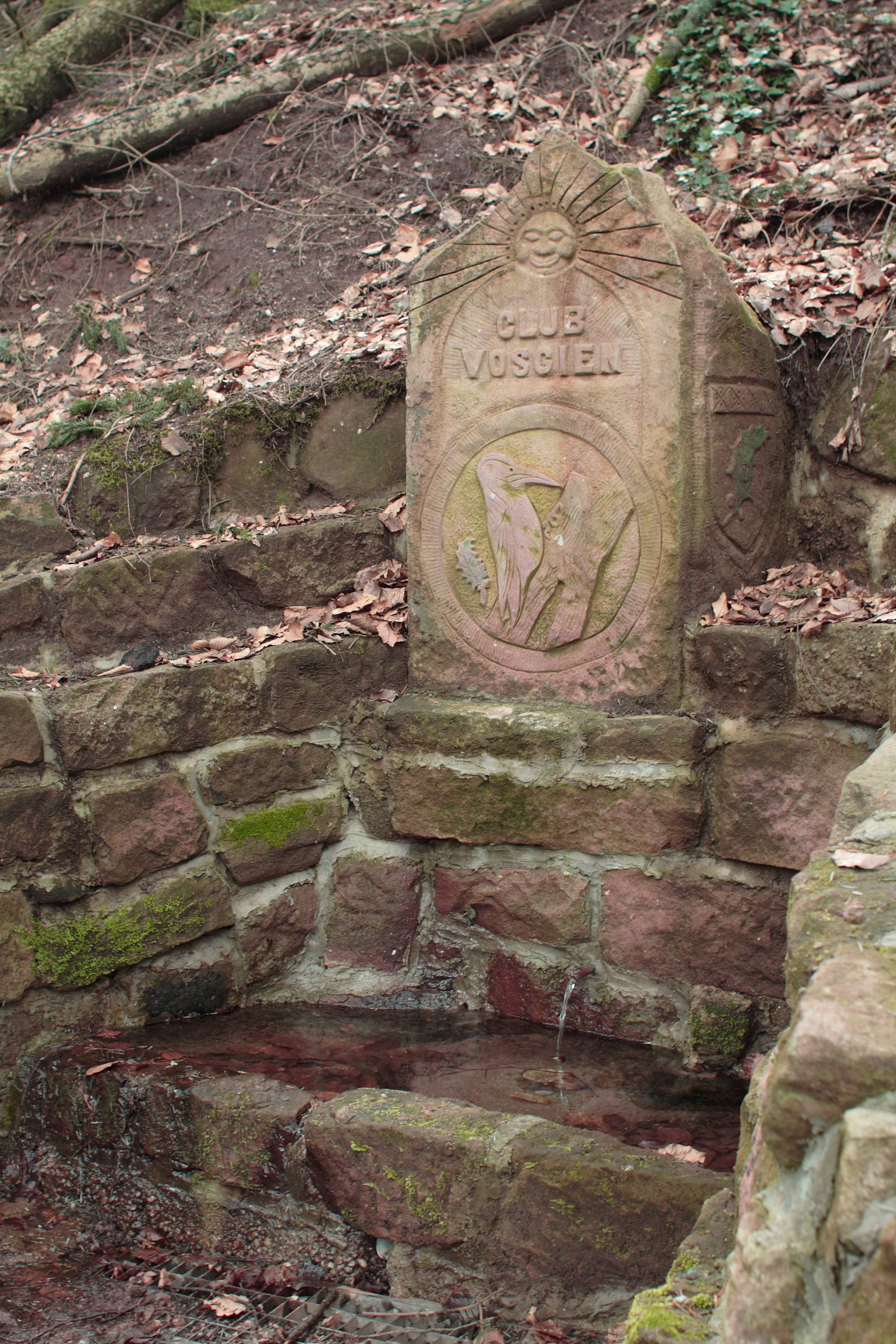
Source du col de la Crenée.

### Caractéristiques de la boucle nord[7].
- Longueur : 136 km ;
- Altimétrie :
  - point le plus haut : 786 m aux Roches des Auges,
  - point le plus bas : 281 m à Raon-l'Étape ;
- Dénivelé :
  - positif : 3 900 m,
  - négatif : 3 900 m ;
- Durée moyenne cumulée de marche : 40 heures pouvant se parcourir en 6 à 8 jours.

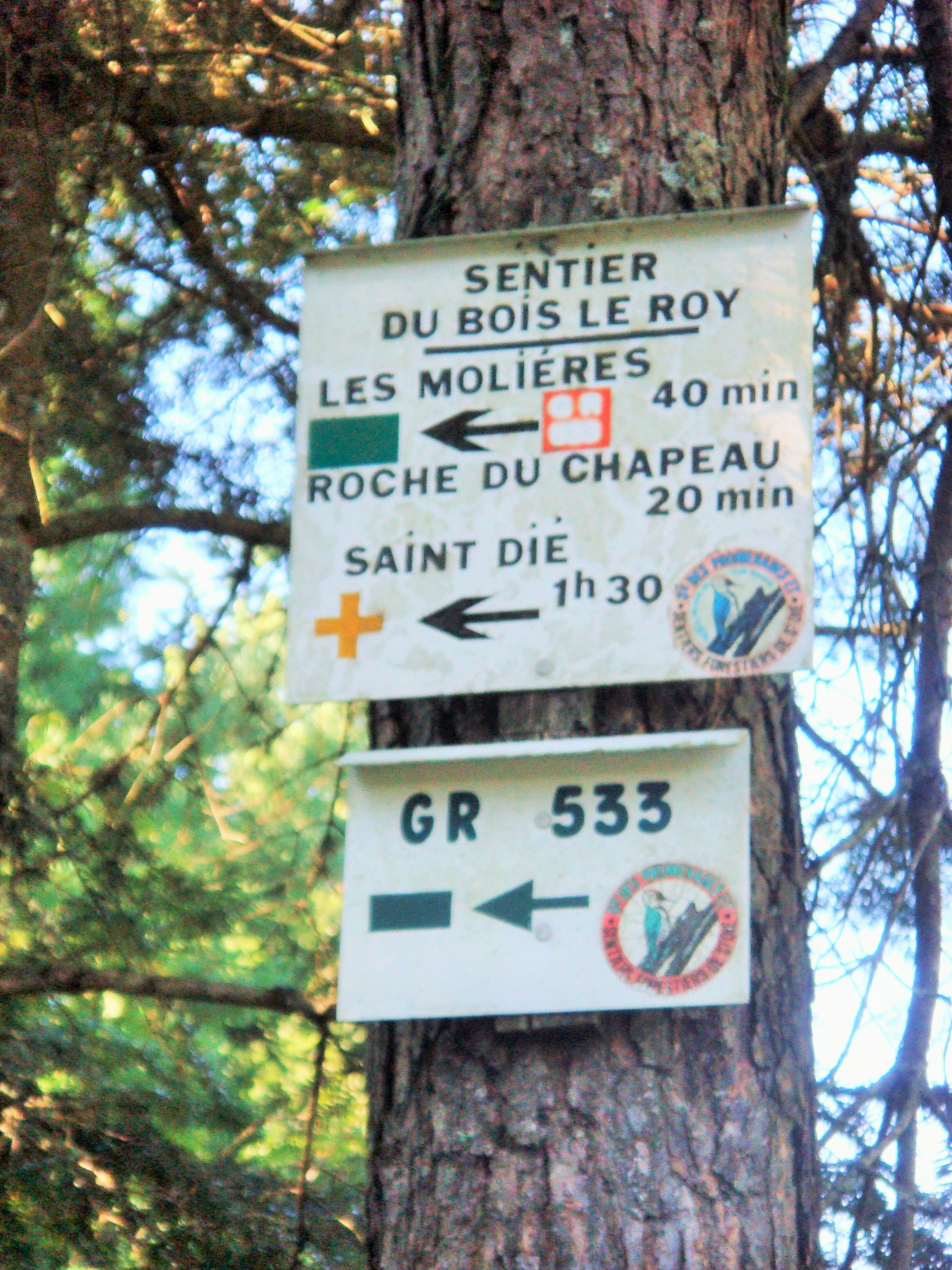
Balisage aux normes du Club vosgien

### Caractéristiques de la boucle sud[8].
- Longueur : 174 km ;
- Altimétrie :
  - point le plus haut : 988 m au col du Bonhomme,
  - point le plus bas : 336 m à Saint-Dié-des-Vosges ;
- Dénivelé :
  - positif : 5 045 m,
  - négatif : 5 045 m ;
- Durée moyenne cumulée de marche : 55 heures pouvant se parcourir en 13 jours.

### Liaisons avec d'autres sentiers
Le GRP emprunte partiellement le tracé du GR 533.
Dans sa boucle sud, il se conjugue avec un tronçon du GRP Tour de la Vologne. Au cœur d'un massif amplement balisé, notamment par le Club vosgien, il croise, tout au long de son parcours, de nombreux sentiers de petite randonnée (PR) ainsi que des sentiers pédestres locaux et de liaison.

### Itinéraire  GRP Déodatie boucle Nord
| Picto | Localité ou site ———– Distance |  | \|Altitude | Description |  |  |  |  |  |  |  |  |  |

#### Dans lesVosges
|  |                                 |       |  |                 |
|  | St-Dié-des-Vosges (19 576 hab.) | 343 m |  | ⋅ à proximité : |
|  | distance cumulée : 0 km         |       |  |                 |

|  |                          |       |  |               |
|  | Nompatelize (542 hab.)   | 429 m |  | à proximité : |
|  | distance cumulée : 19 km |       |  |               |

|  |                          |       |  |               |
|  | Raon l’Étape (6205 hab.) | 281 m |  | à proximité : |
|  | distance cumulée : 41 km |       |  |               |

#### Dans laMeurthe-et-Moselle
|  |                          |       |  |               |
|  | Pierre Percée (94 hab.)  | 398 m |  | à proximité : |
|  | distance cumulée : 57 km |       |  |               |

#### Dans lesVosges
|  |                             |       |  |               |
|  | Celles-s/-Plaine (784 hab.) | 321 m |  | à proximité : |
|  | distance cumulée : 65 km    |       |  |               |

|  |                          |       |  |               |
|  | Allarmont (203 hab.)     | 348 m |  | à proximité : |
|  | distance cumulée : 79 km |       |  |               |

|  |                          |      |  |               |
|  | Moussey (401 hab.)       | 401m |  | à proximité : |
|  | distance cumulée : 98 km |      |  |               |

|  |                           |      |  |               |
|  | Moyenmoutier (3 089 hab.) | 384m |  | à proximité : |
|  | distance cumulée : 114 km |      |  |               |

|  |                           |       |  |               |
|  | Denipaire (249 hab.)      | 362 m |  | à proximité : |
|  | distance cumulée : 121 km |       |  |               |

|  |                                 |       |  |                 |
|  | St-Dié-des-Vosges (19 576 hab.) | 343 m |  | ⋅ à proximité : |
|  | distance cumulée : 136 km       |       |  |                 |

### Itinéraire GRP Déodatie boucle Sud
| Picto | Localité ou site ———– Distance |  | Altitude | Description |  |  |  |  |  |  |  |  |  |

|  |                                 |       |  |                 |
|  | St-Dié-des-Vosges (19 576 hab.) | 343 m |  | ⋅ à proximité : |
|  | distance cumulée : 0 km         |       |  |                 |

|  |                           |       |  |               |
|  | Les Rouges-Eaux (85 hab.) | 417 m |  | à proximité : |
|  | distance cumulée : 22 km  |       |  |               |

|  |                          |       |  |               |
|  | Brouvelieures (433 hab.) | 373 m |  | à proximité : |
|  | distance cumulée : 39 km |       |  |               |

|  |                          |       |  |               |
|  | Corcieux (1 500 hab.)    | 398 m |  | à proximité : |
|  | distance cumulée : 62 km |       |  |               |

|  |                                 |       |  |               |
|  | Granges-s/-Vologne (2 613 hab.) | 502 m |  | à proximité : |
|  | distance cumulée : 72 km        |       |  |               |

|  |                          |       |  |               |
|  | Gérardmer (7 807 hab.)   | 681 m |  | à proximité : |
|  | distance cumulée : 91 km |       |  |               |

|  |                           |       |  |               |  |
|  | Le Grand Valtin           | 850 m |  | à proximité : |  |
|  | distance cumulée : 102 km |       |  |               |  |

|  |                           |       |  |               |
|  | Col du Bonhomme           | 988 m |  | à proximité : |
|  | distance cumulée : 127 km |       |  |               |

|  |                              |       |  |               |
|  | Ban-de-Laveline (1 199 hab.) | 425 m |  | à proximité : |
|  | distance cumulée : 142 km    |       |  |               |

|  |                                 |       |  |               |
|  | Provenchères-Colroy (1 343hab.) | 401 m |  | à proximité : |
|  | distance cumulée : 159          |       |  |               |

|  |                                 |       |  |                 |
|  | St-Dié-des-Vosges (19 576 hab.) | 343 m |  | ⋅ à proximité : |
|  | distance cumulée : 175 km       |       |  |                 |

## Tourisme
Le parcours alterne découvertes de sites bâtis ou naturels d’intérêts géologiques, écologique, historiques, religieux, mémoriels dans un parcours traversant les forêts de résineux couronnant la vallée de la Meurthe et ses affluents (Plaine, Rabodeau, Fave, Taintroué) ainsi que la vallée de la Vologne et ses affluents (Mortagne, Jamagne, Neuné,...).
Les sites historiques qui jalonnent le sentier, des oppiddaes sommitaux gaulois aux casemates de la Grande guerre, des abbayes aux vestiges industriels, témoignent, les uns et les autres, de la vie des habitants de cette région.
La présence de bistrots de pays sur le parcours vise par ailleurs à optimiser la contribution touristique au maintien de l'activité commerciale en secteur rural.

## Galerie de photos

### Boucle nord

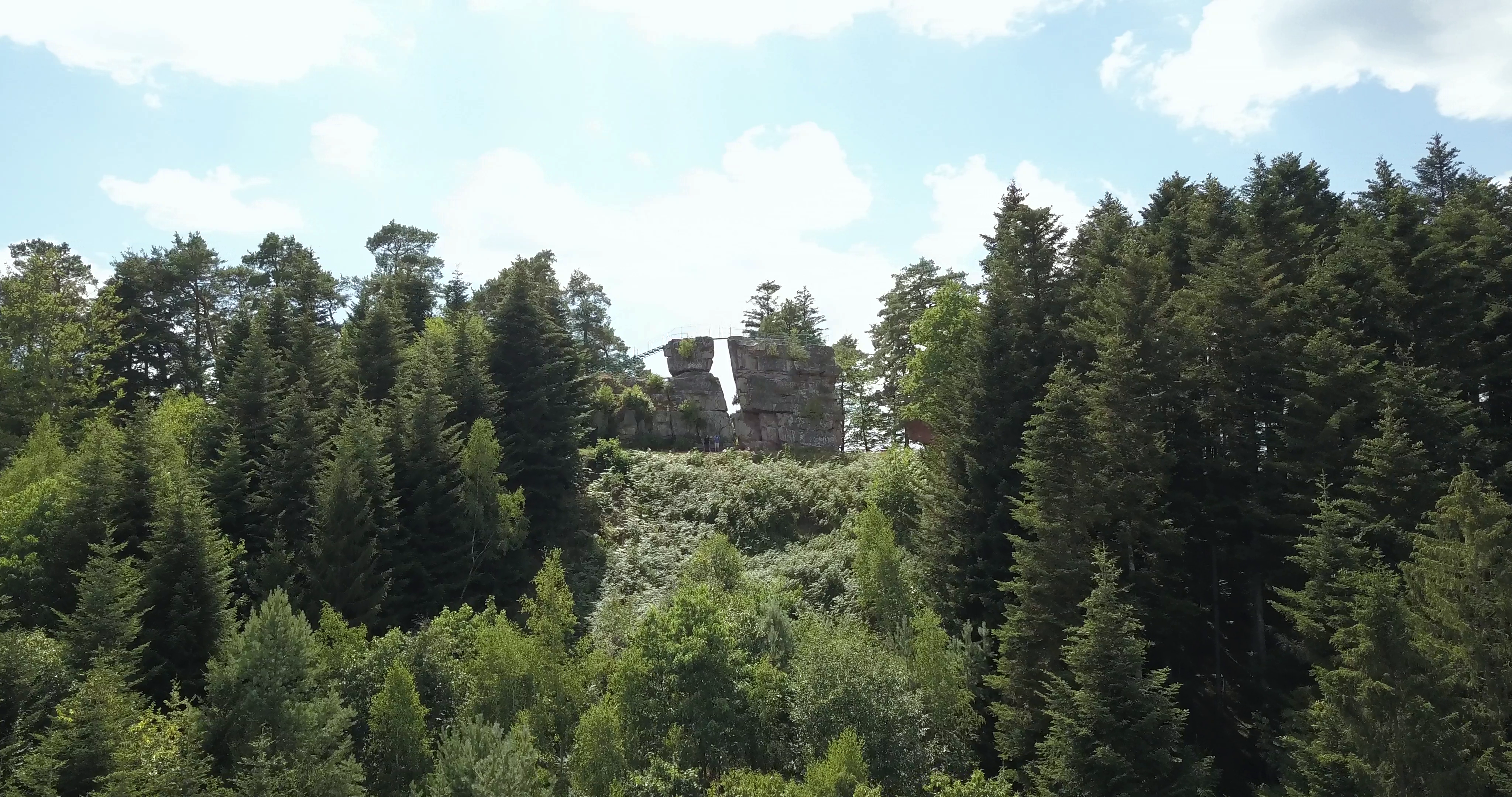
Roche Saint-Martin surplombant Saint-Dié.
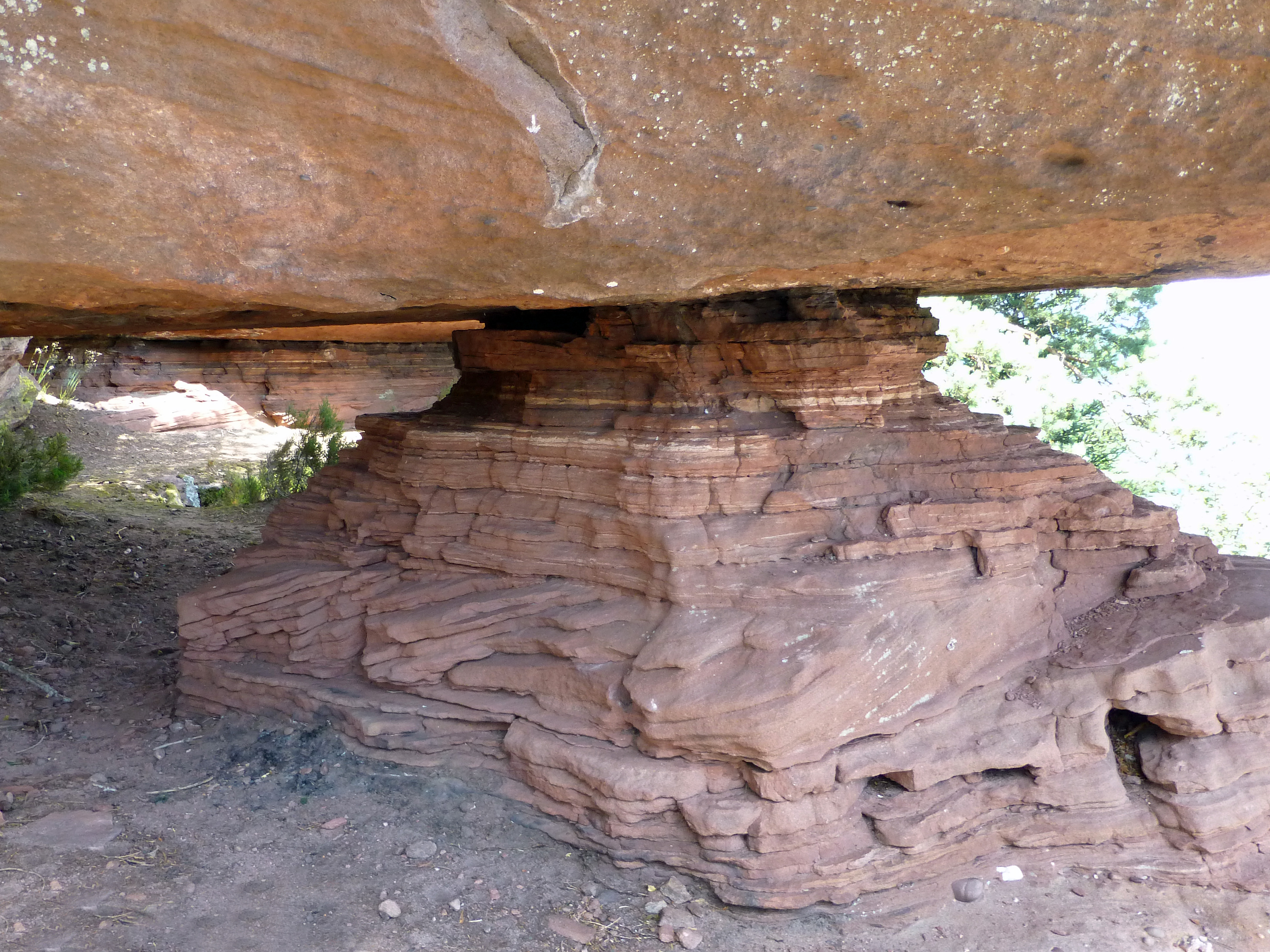
Pierre d'Appel (site archéologique).
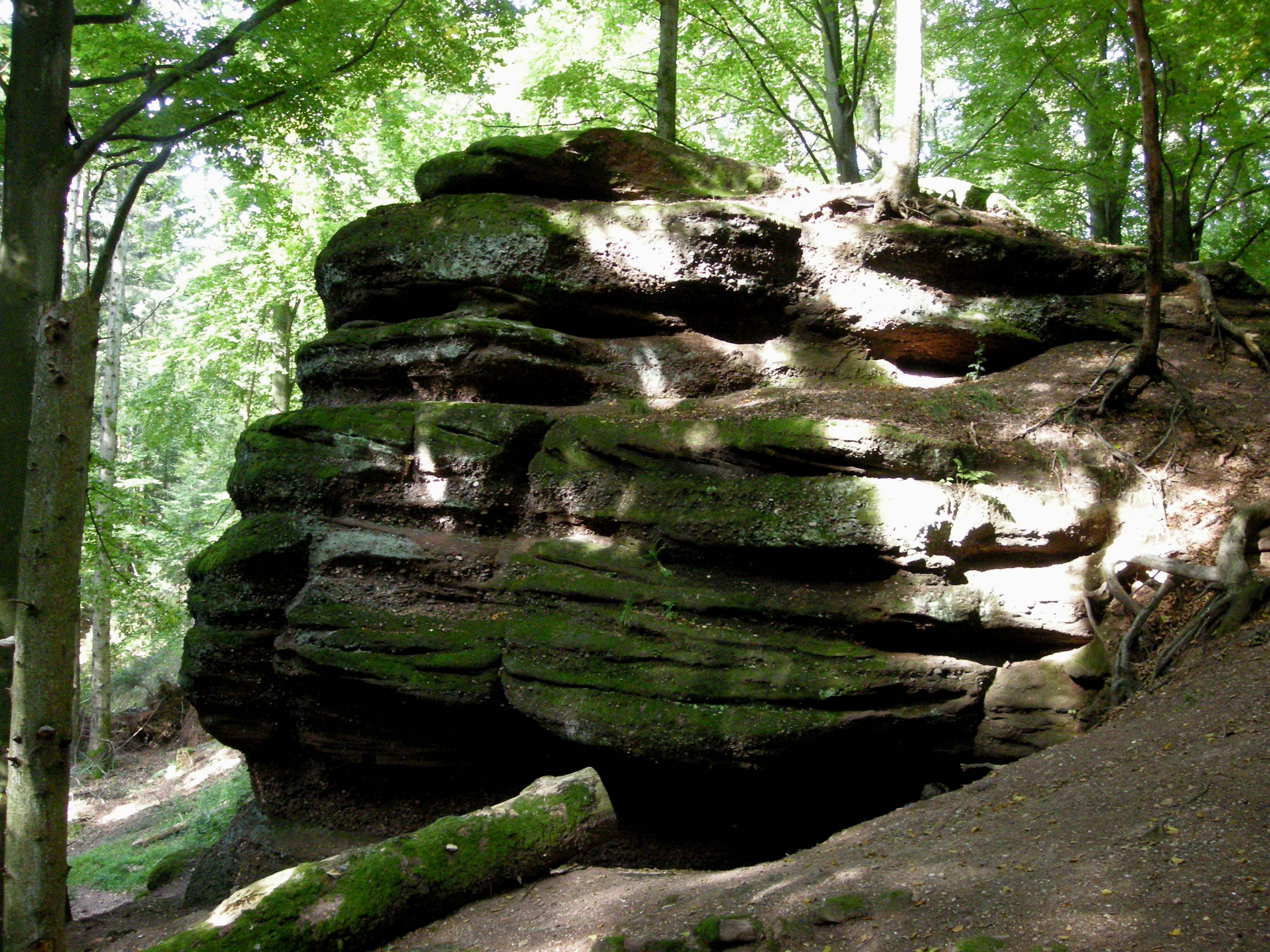
Grotte des Poilus près du col de la Chapelotte.
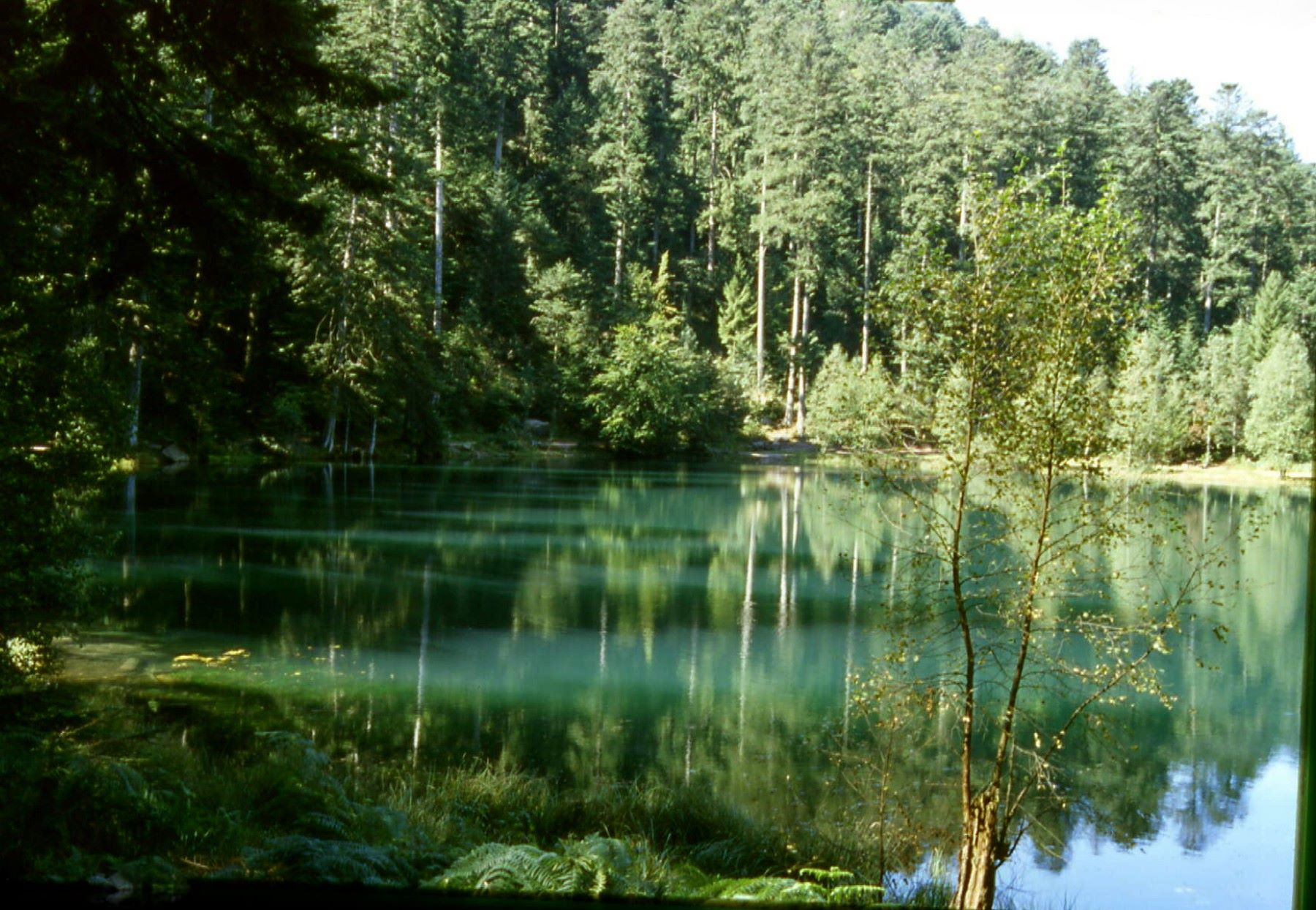
Lac de la Maix.
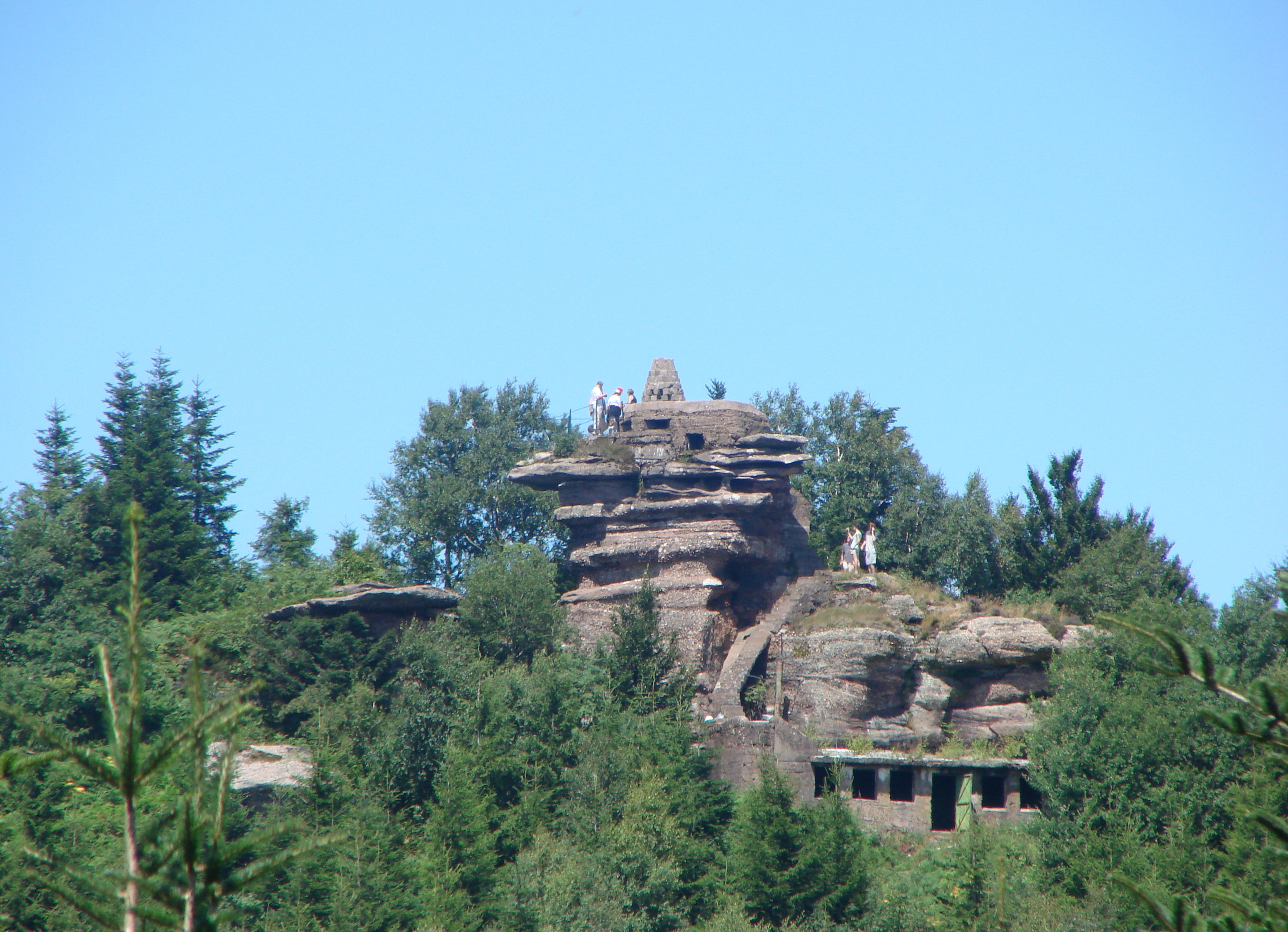
Tête du Coquin.
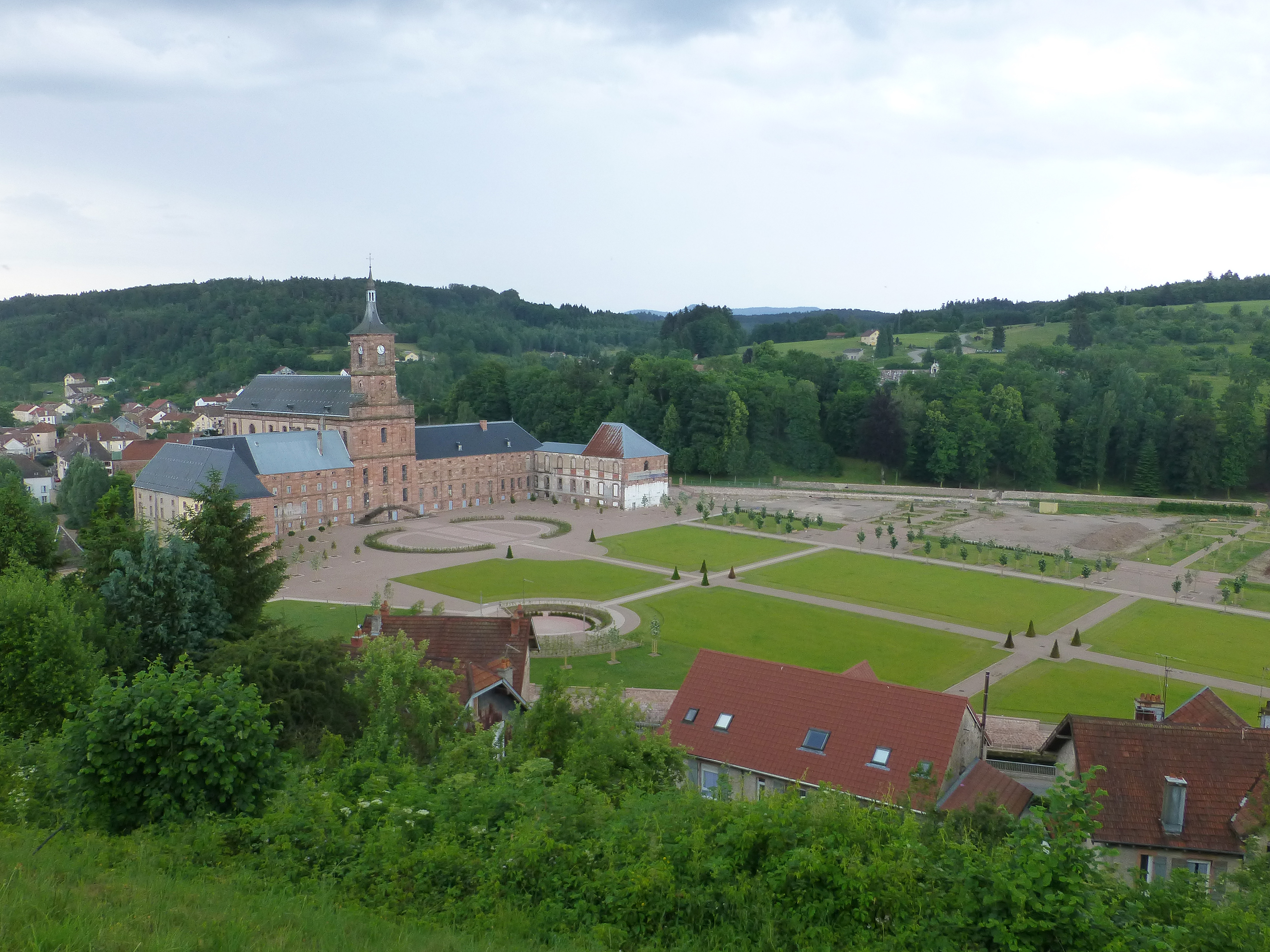
Abbaye Saint-Hydulphe de Moyenmoutier.
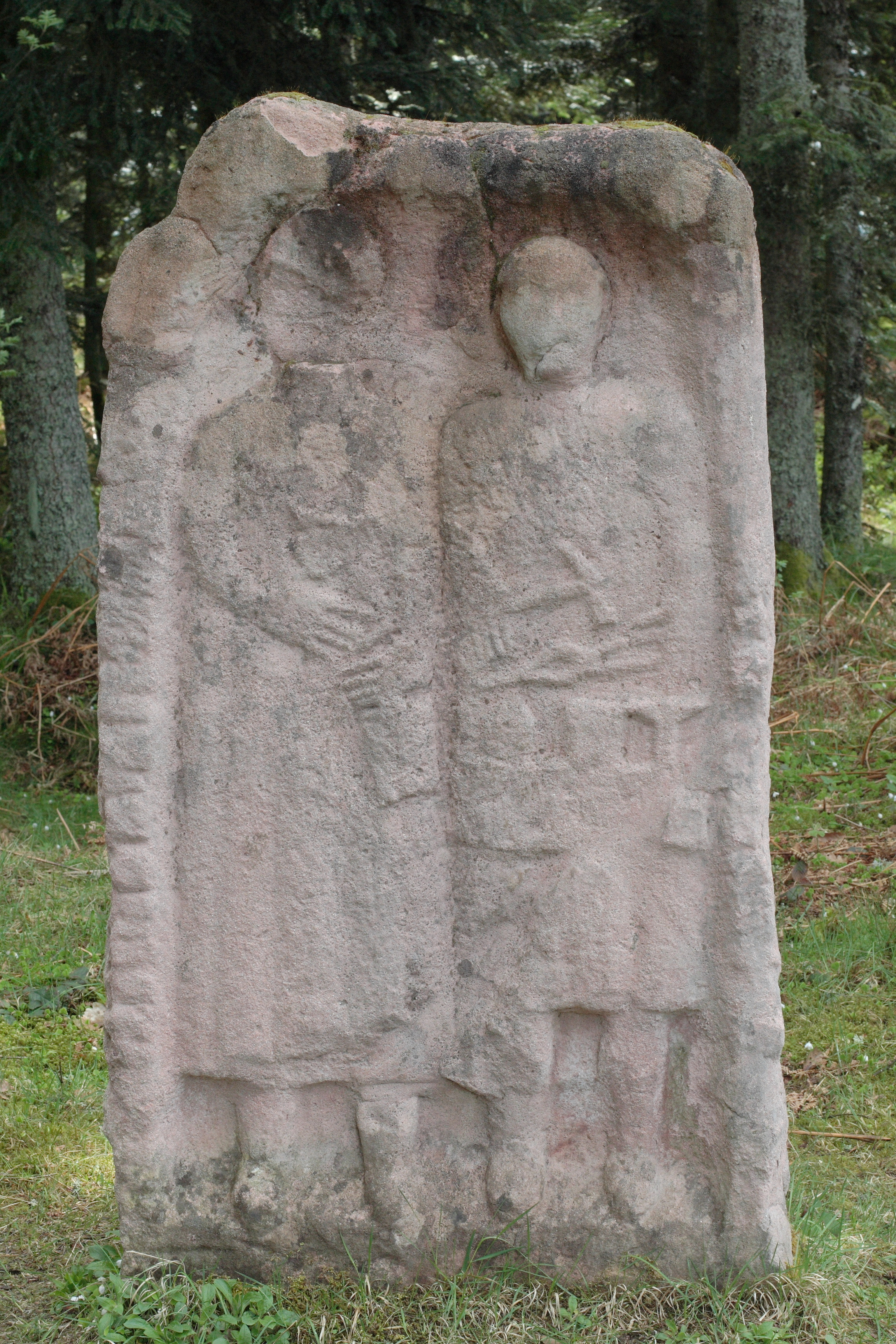
Camp celtique de la Bure (stèle du maître de forge).

### Point de jonction

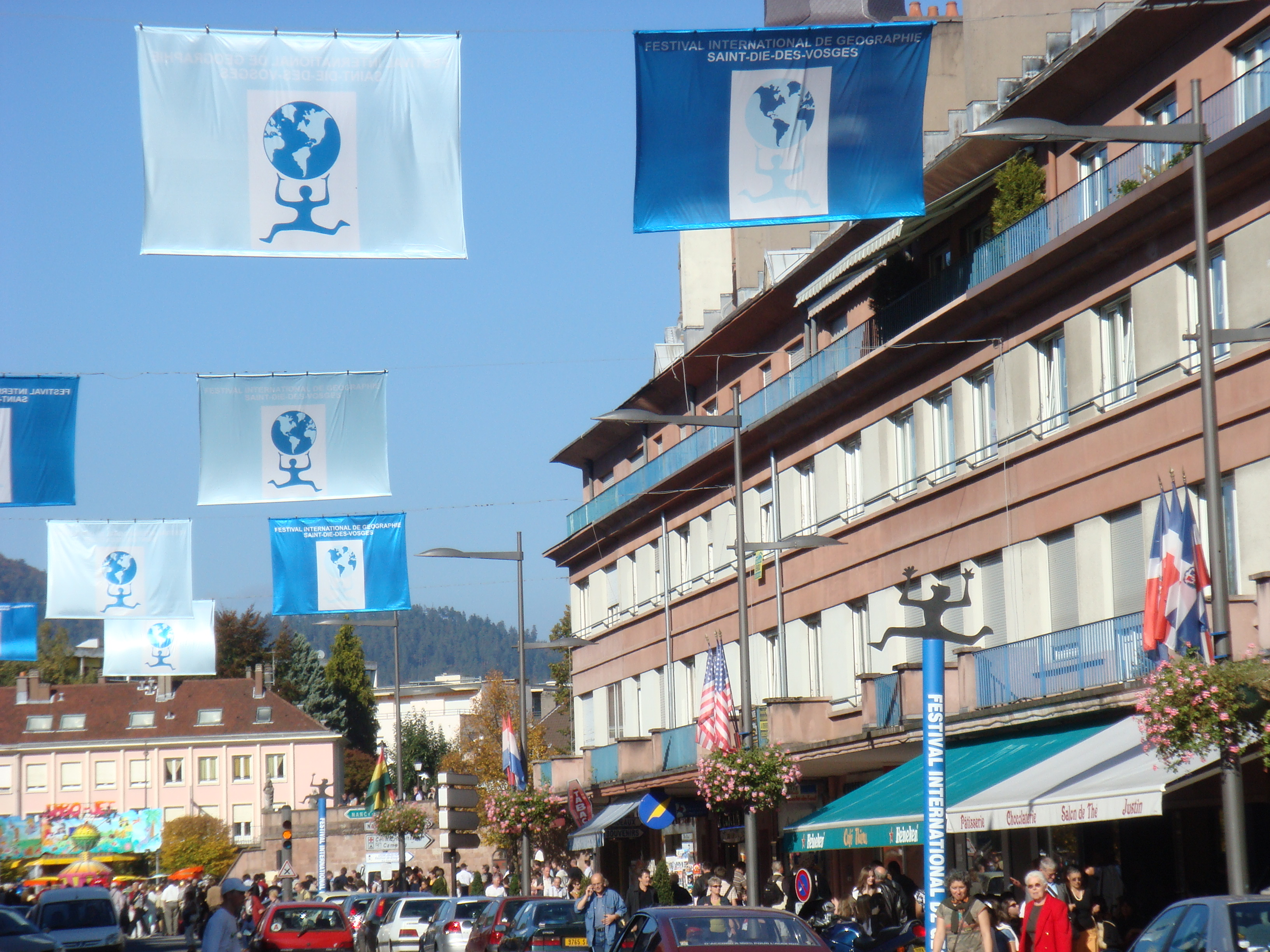
L'artère centrale de Saint-Dié pavoisée aux couleurs du Festival international de géographie.
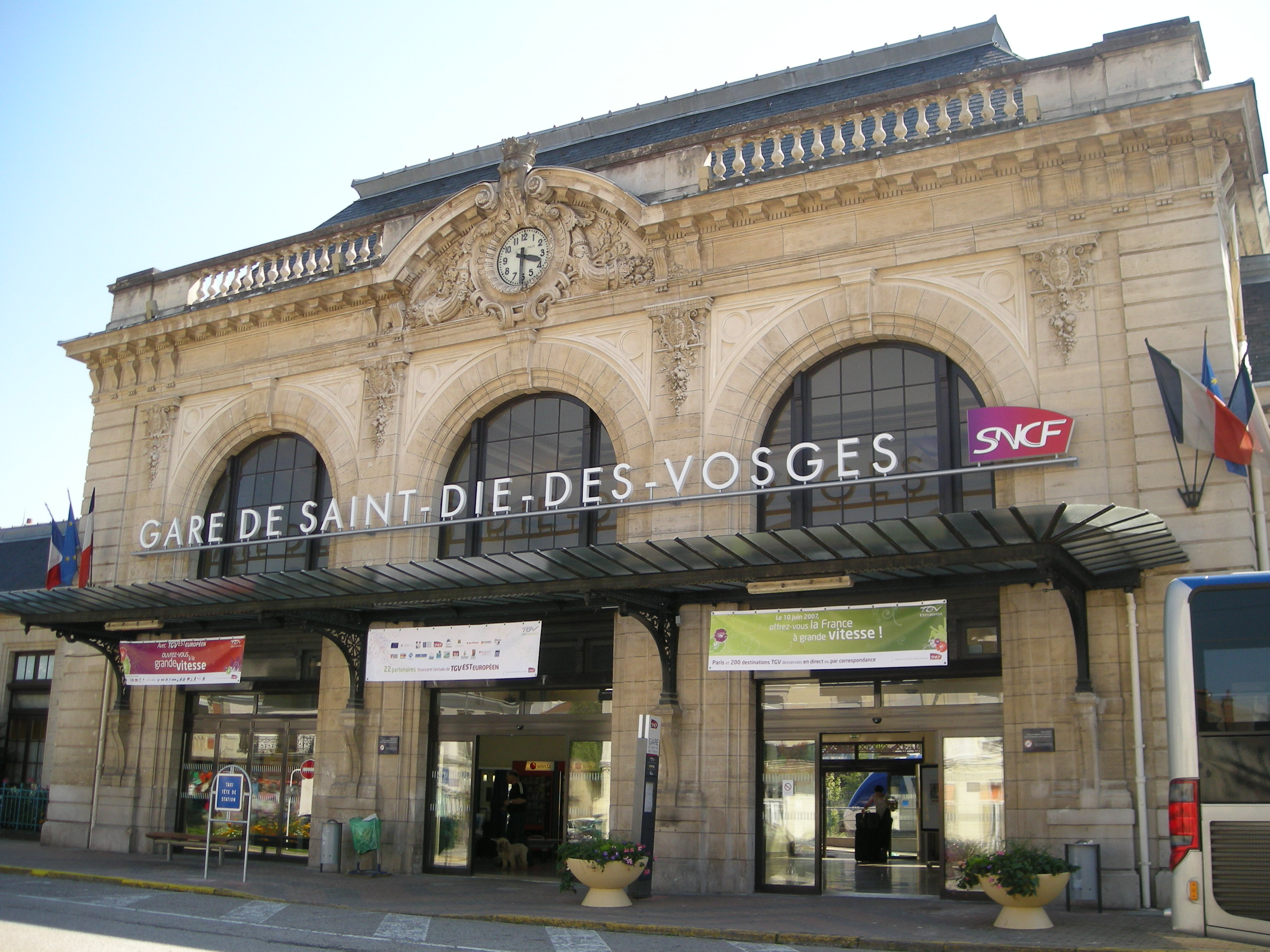
Gare de Saint-Dié-des-Vosges.

### Boucle sud

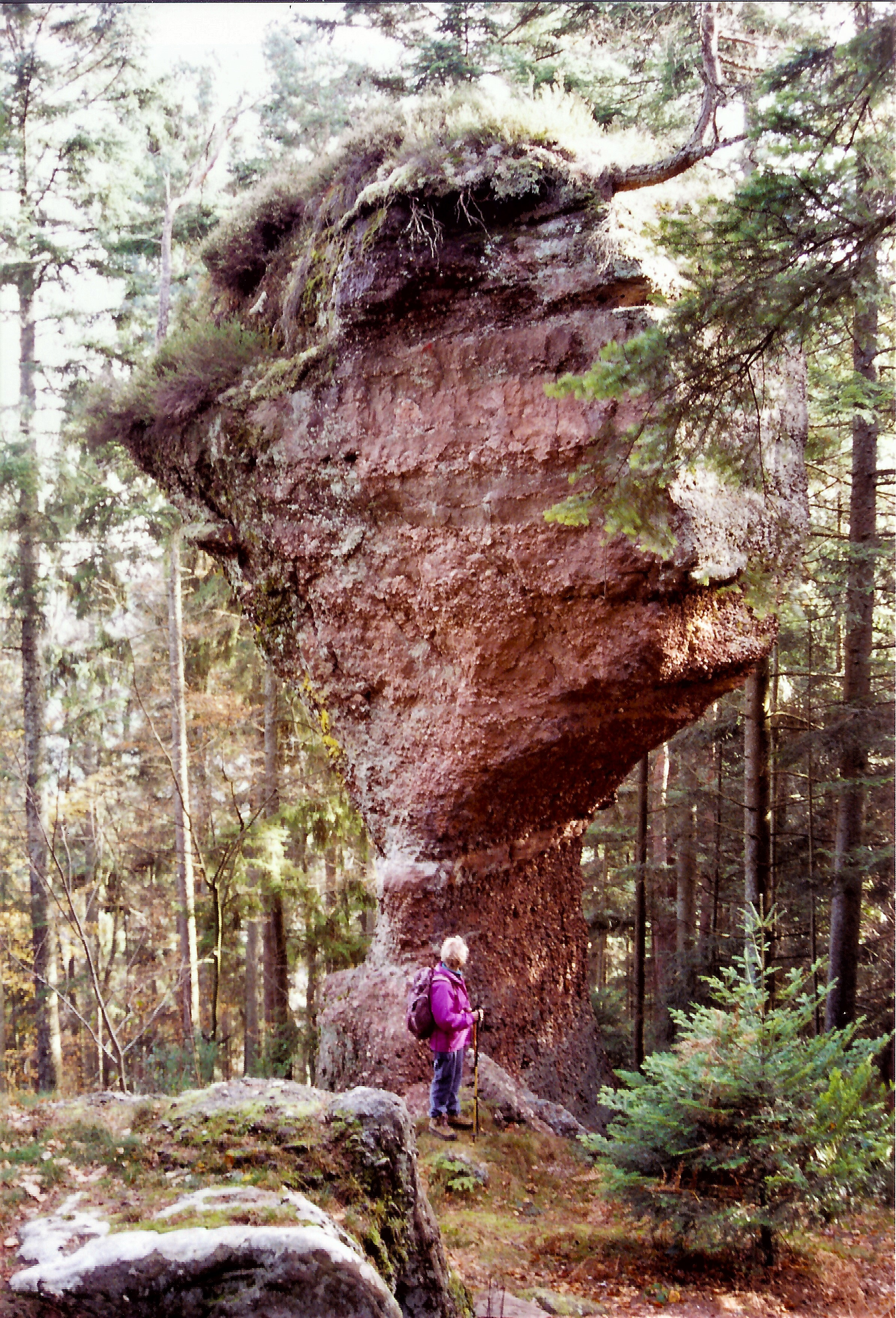
Roche trois jambes à Taintrux.
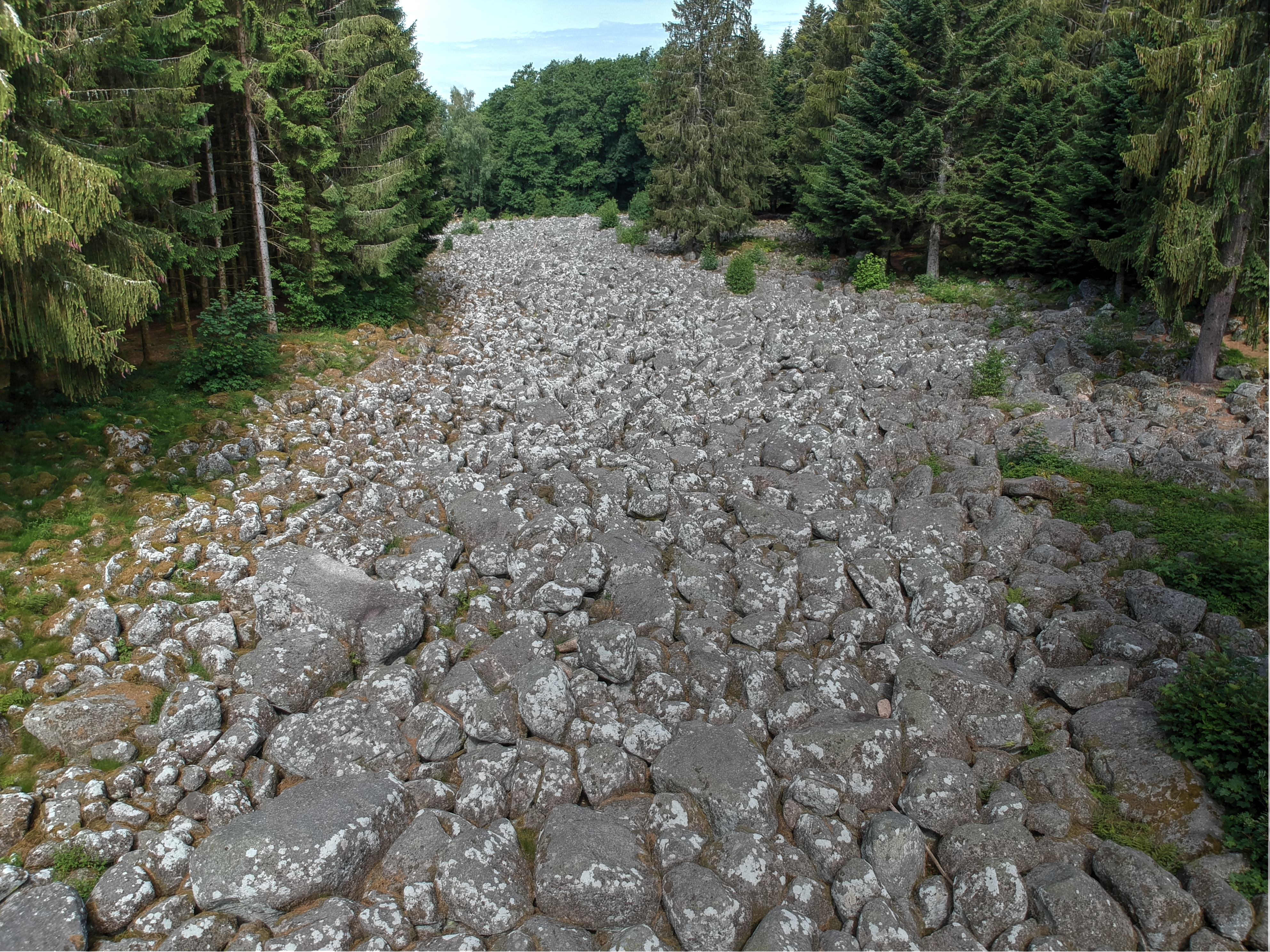
Champ de roches de Barbey-Seroux.
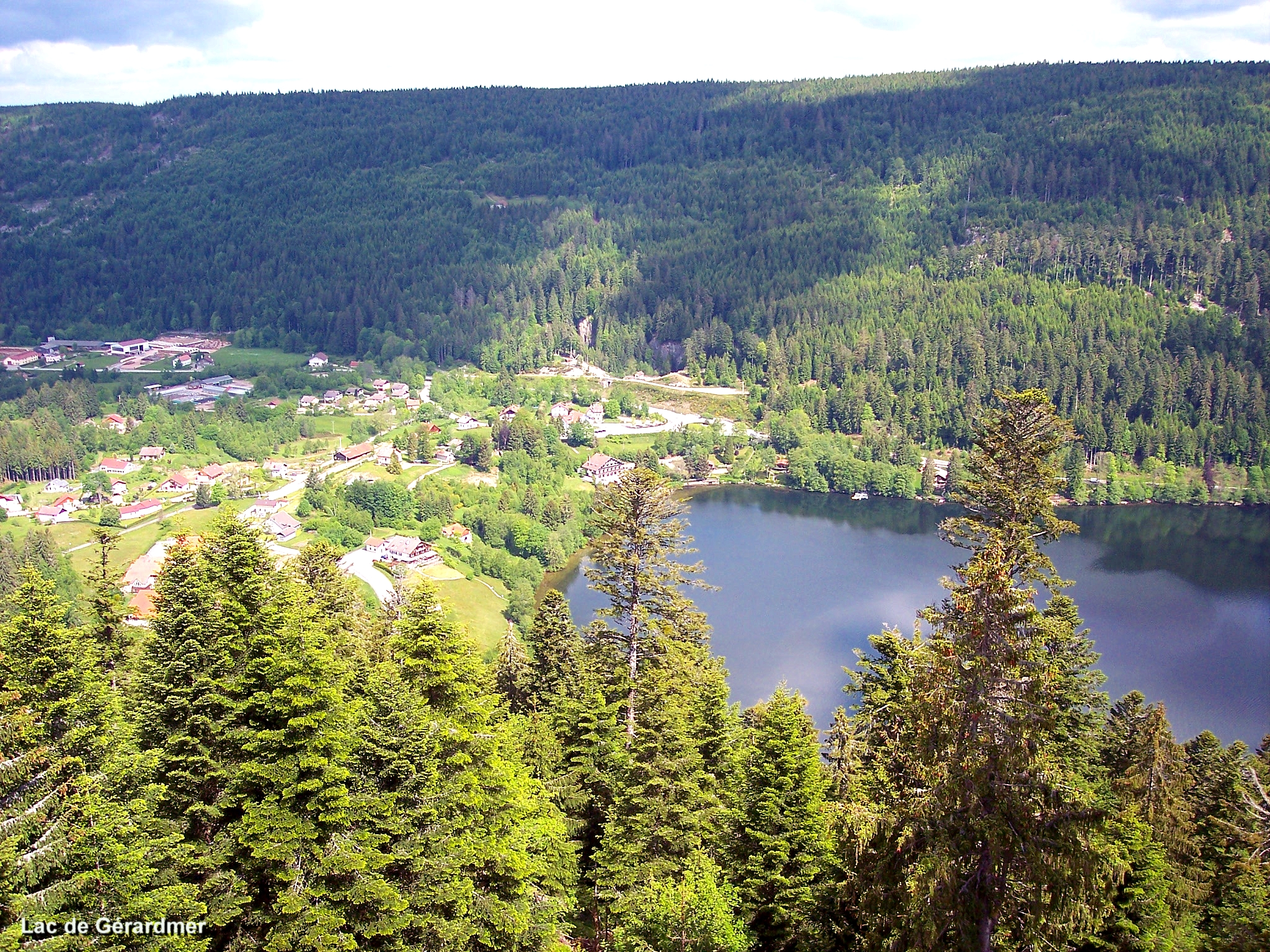
"Le bout" du lac de Gérardmer (côté moraine).
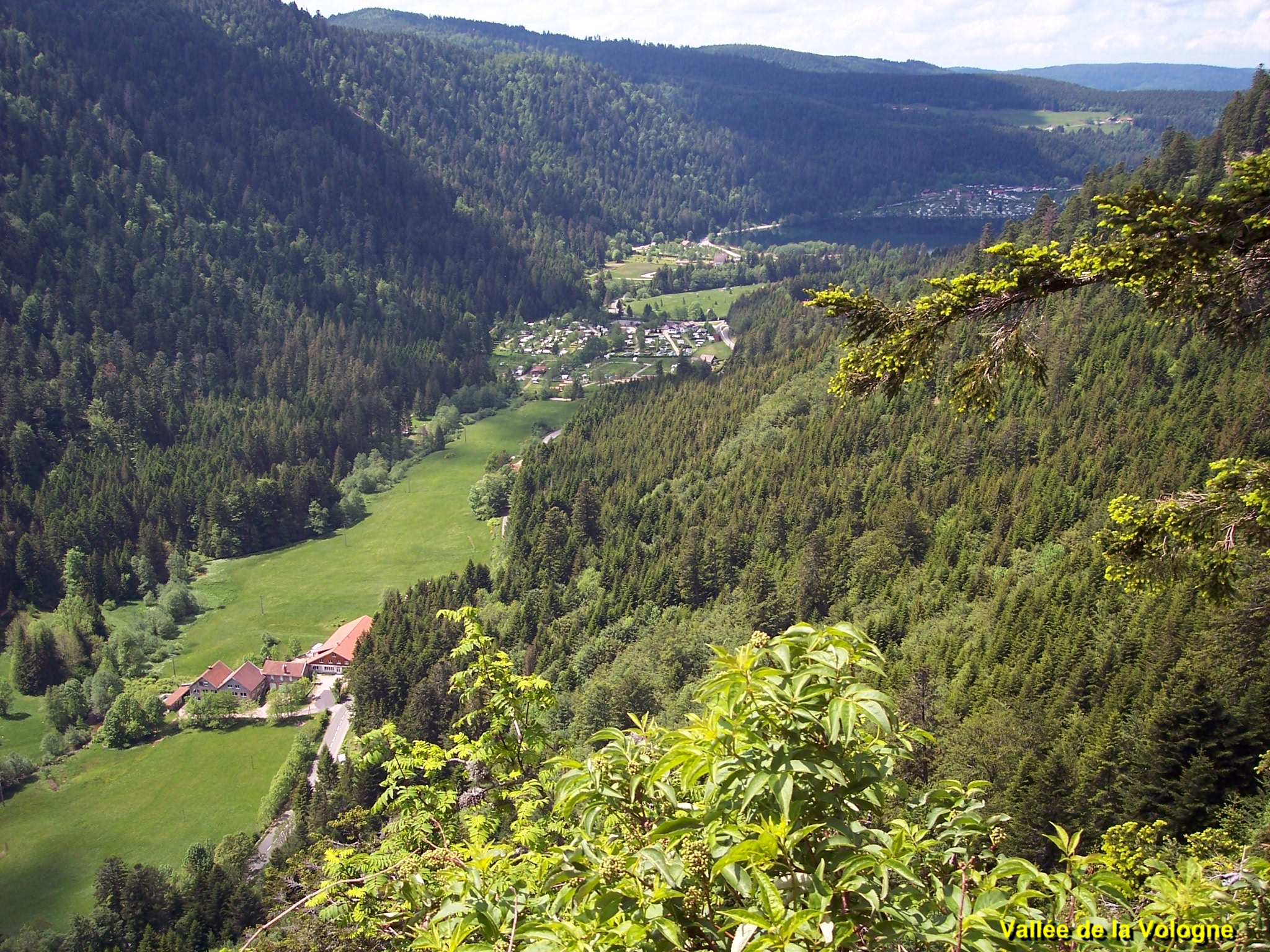
Lac de Longemer et vallée de la Vologne.
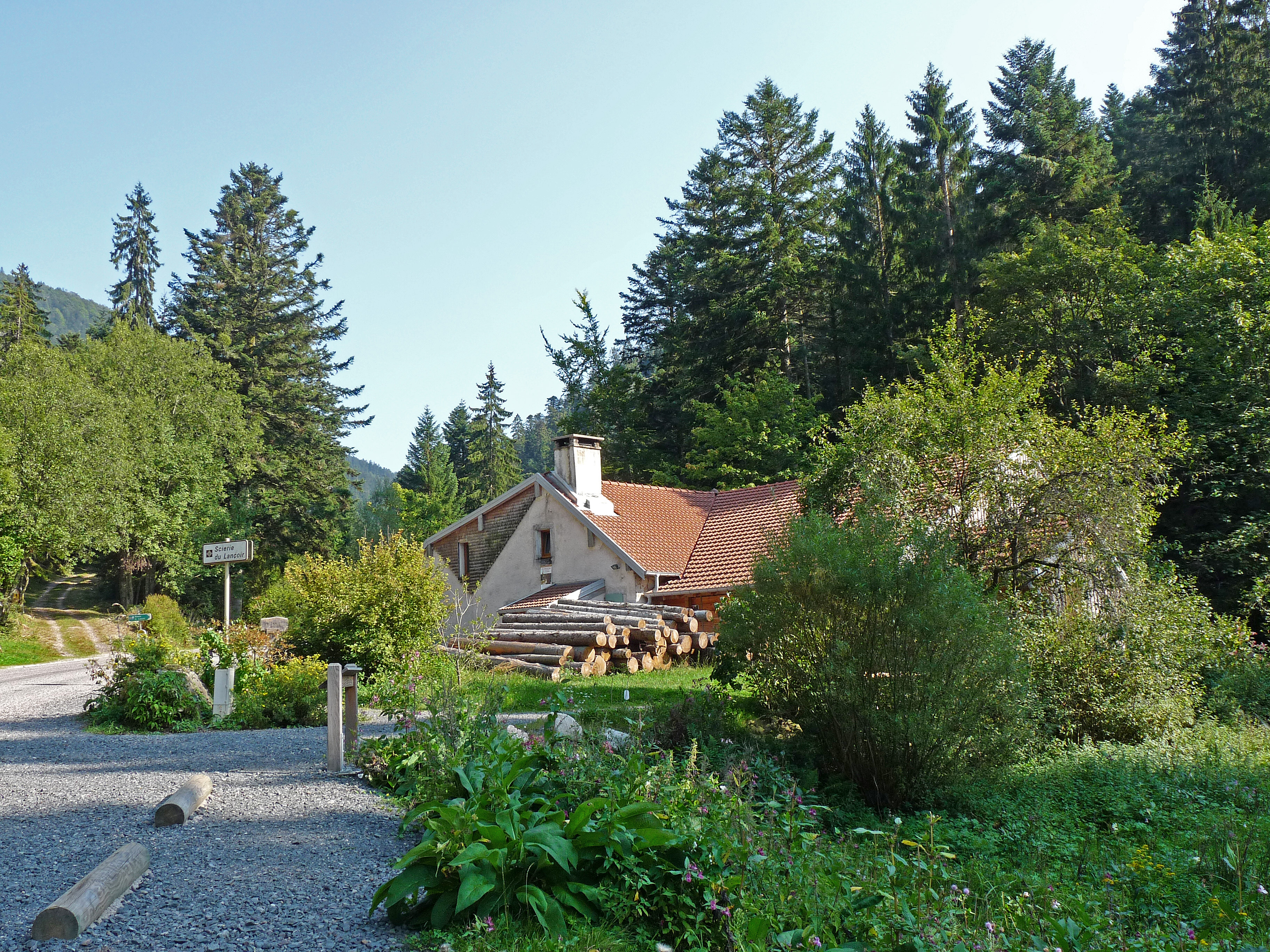
Scierie traditionnelle du Lançoir et son haut-fer.
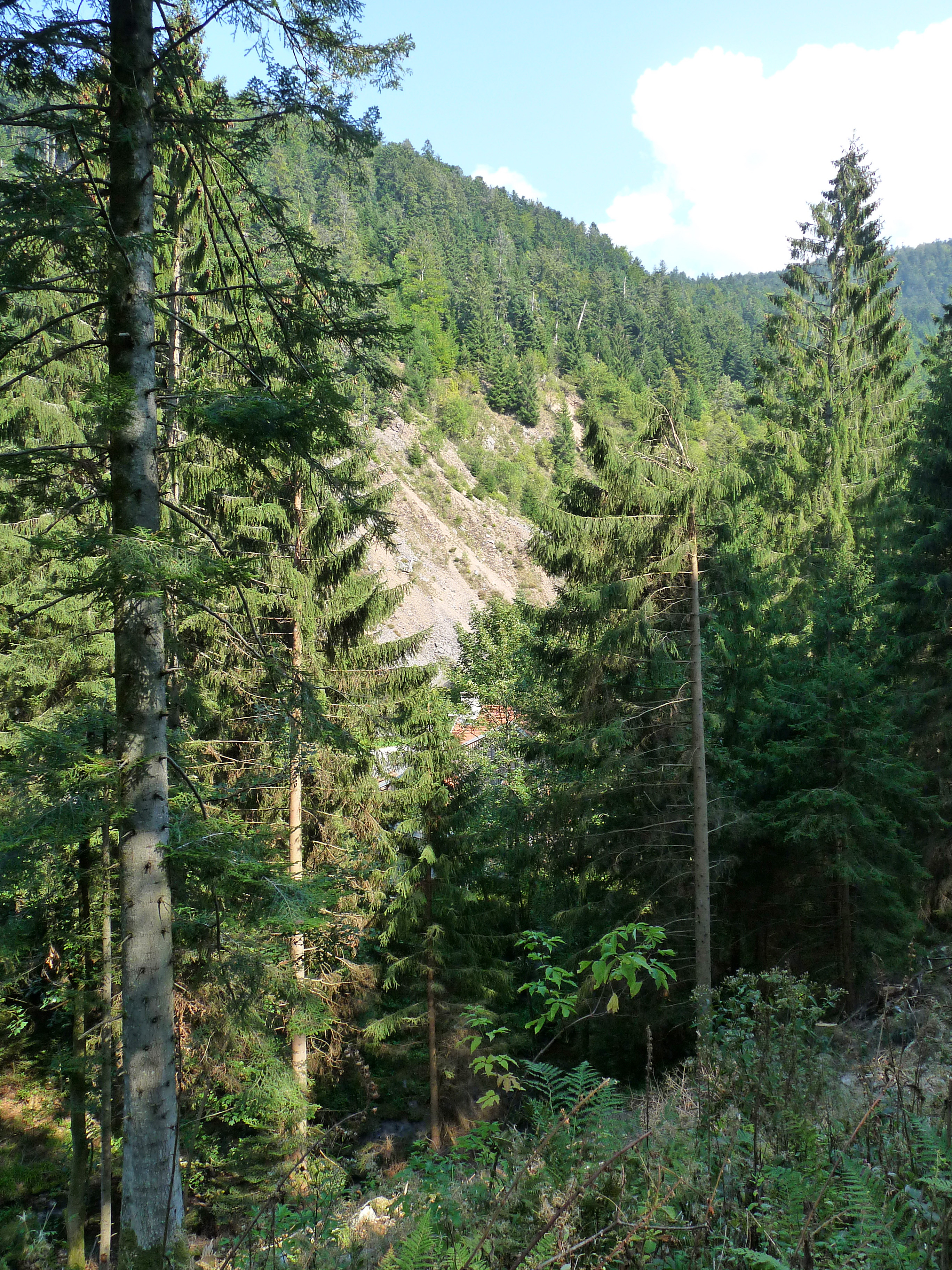
Éboulis dans l'étroit Défilé de Straiture
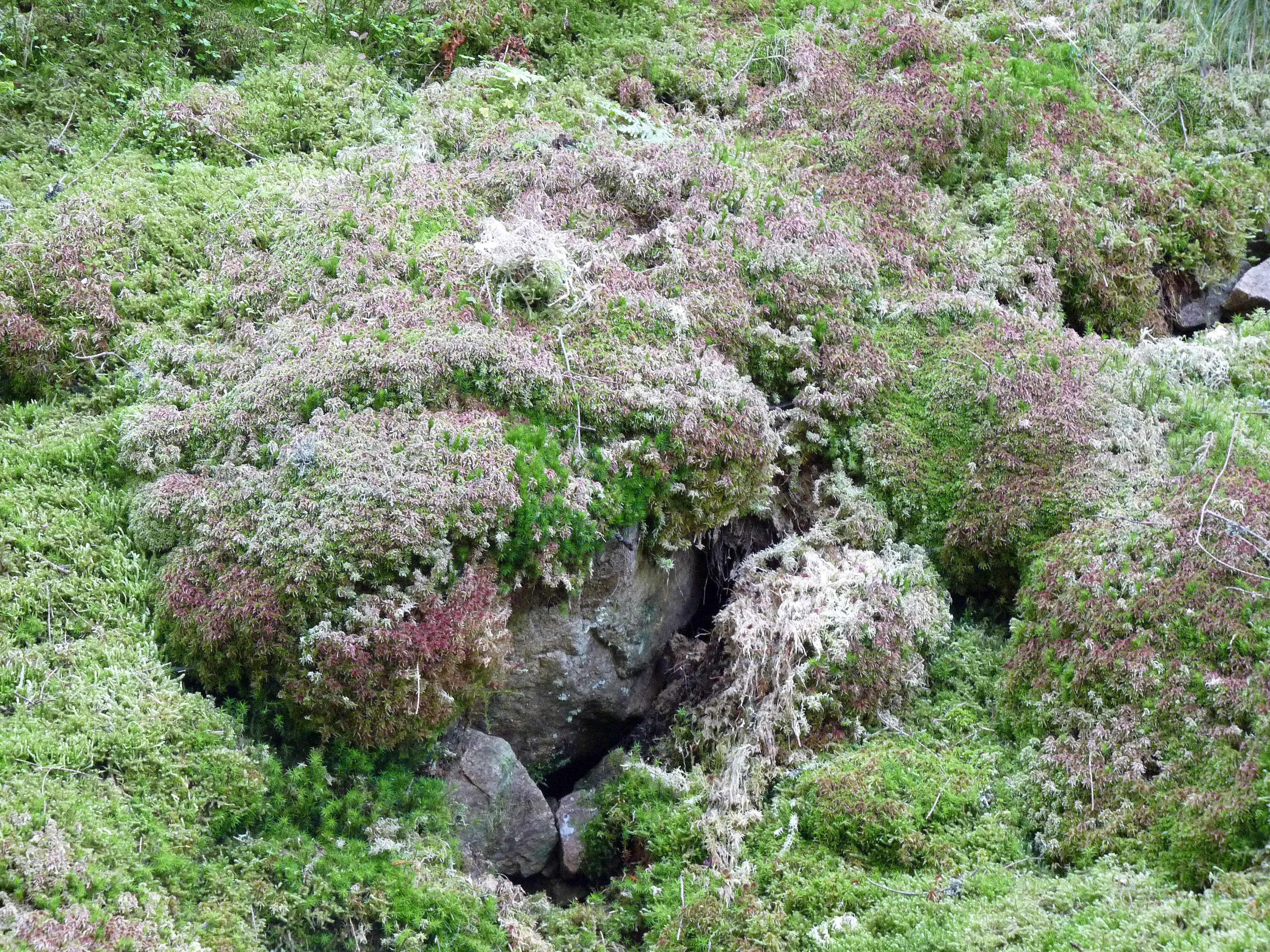
Coussins de sphaignes rouges dans le Défilé de Straiture classé Zone Natura 2000.
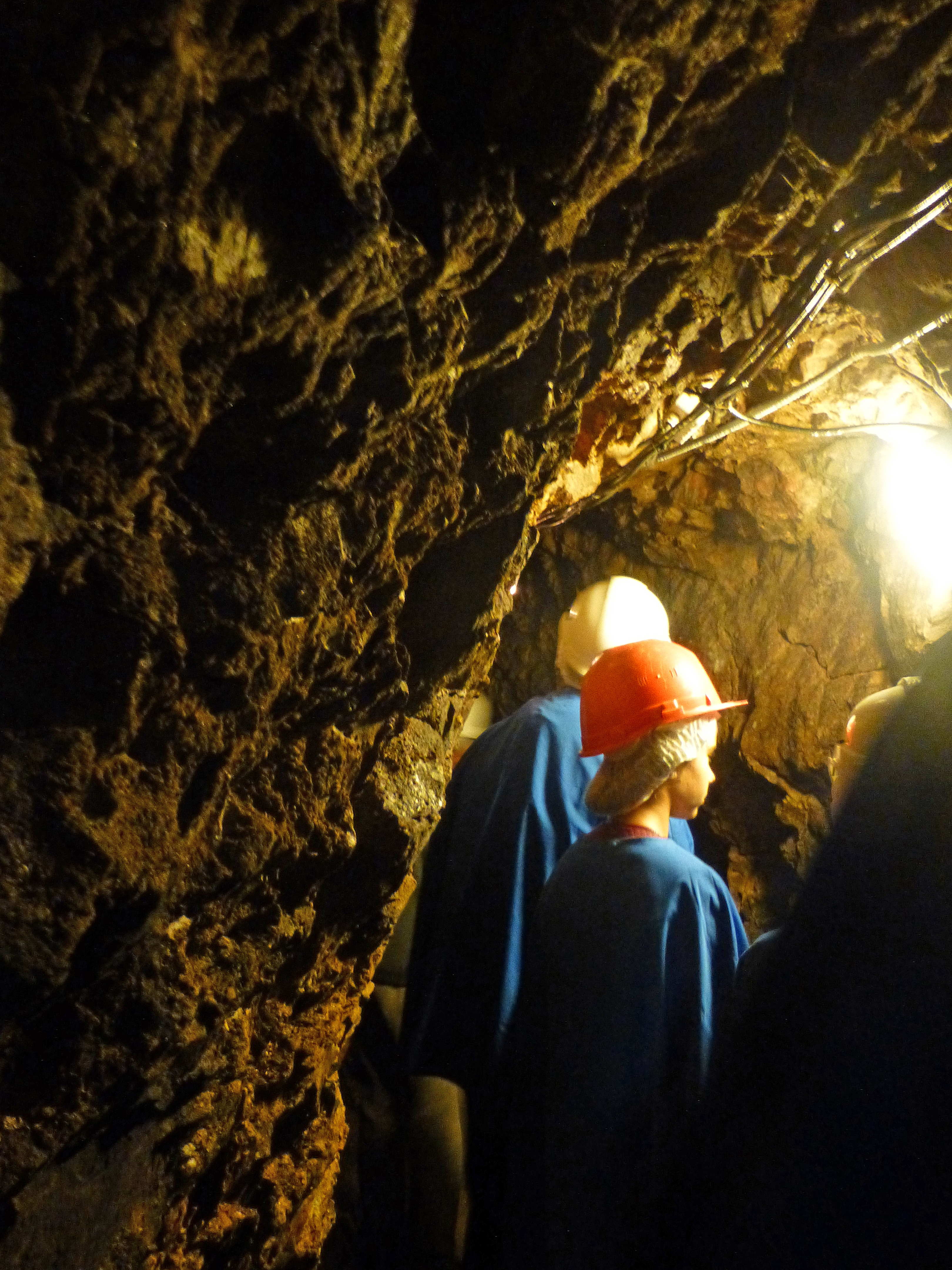
Visite des mines d'argent de la La Croix-aux-Mines.
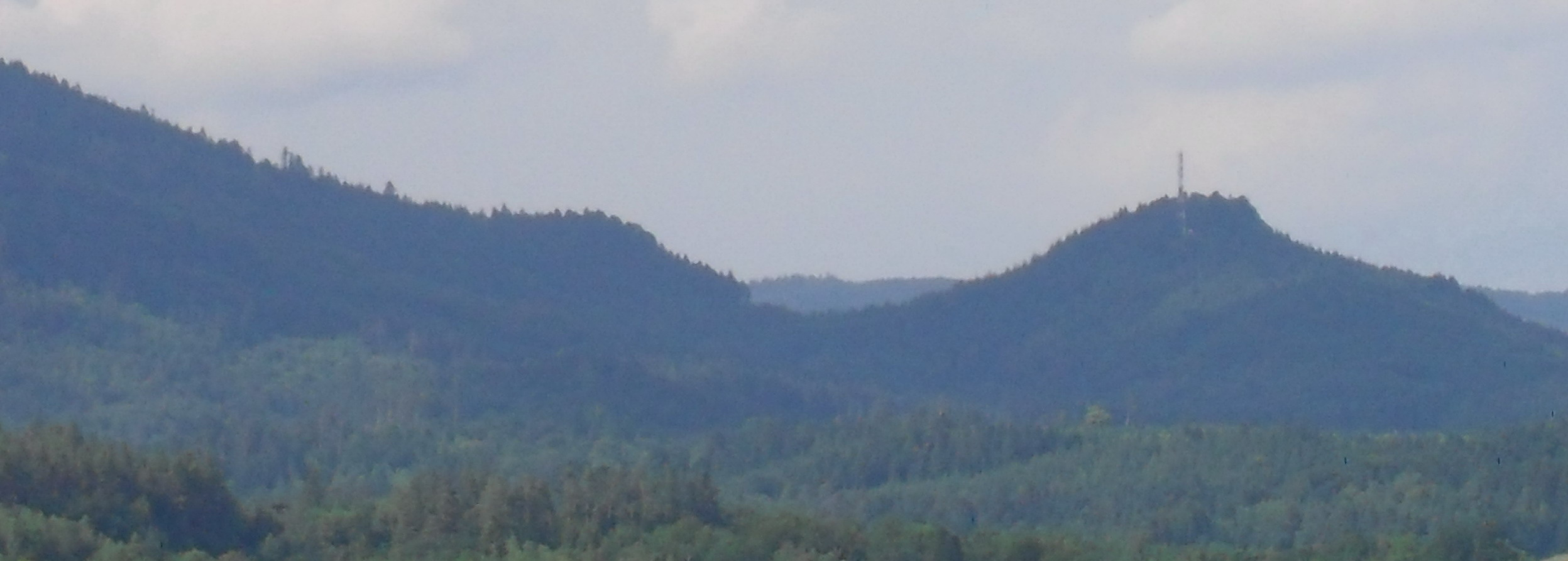
Signal du Spitzemberg dans le massif de l'Ormont.
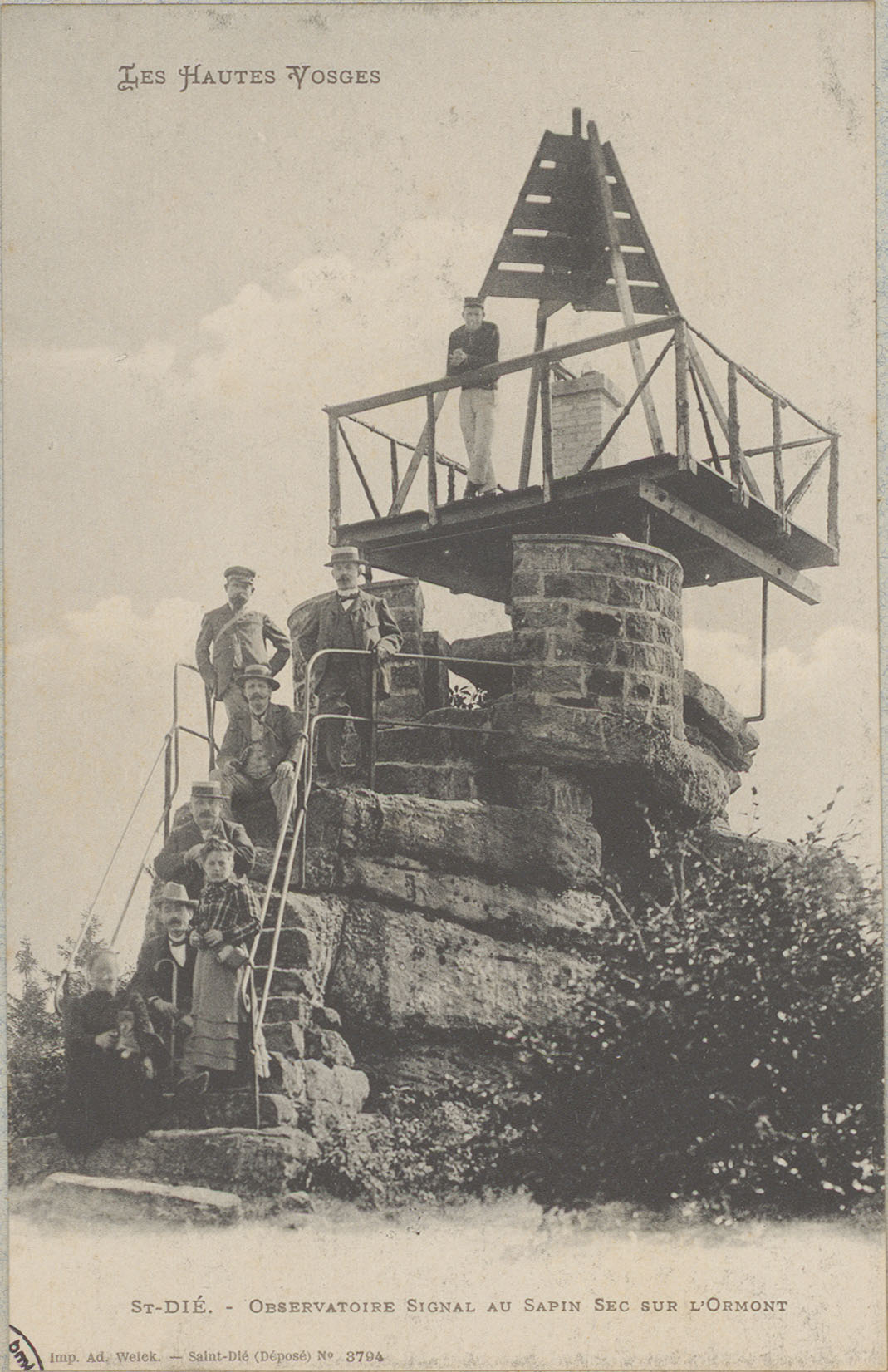
Vue historique de l'observatoire-signal du Sapin Sec (Adolphe Weick).
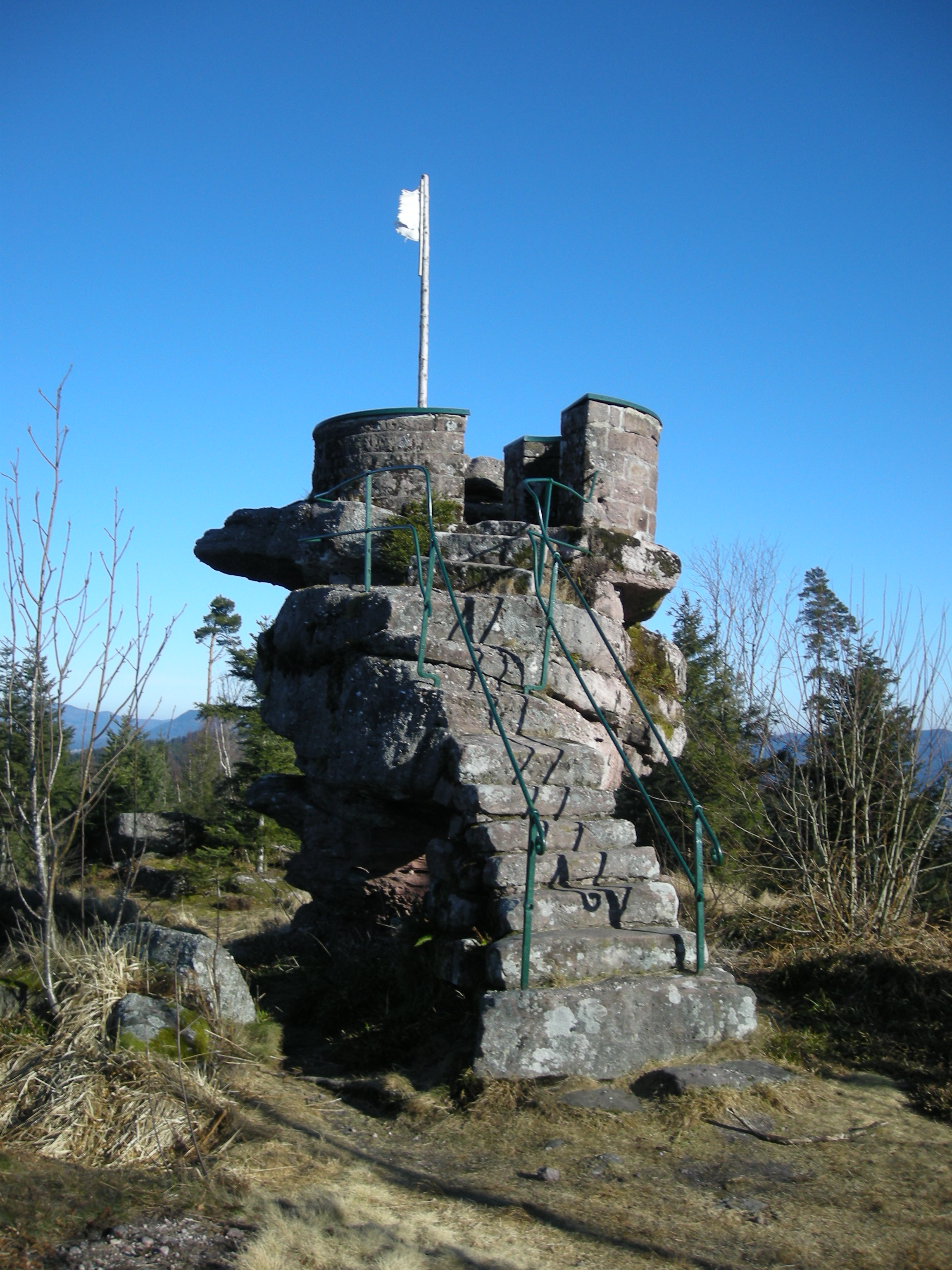
Vestiges de l'observatoire-signal de la Roche du Sapin Sec.